# Luis Jakobi
Luis Jakobi (* 15. Dezember 2001 in Lautzenhausen) ist ein deutscher Fußballspieler.

## Werdegang
Nach seinen Anfängen in der Jugend bei der SG Sohren wechselte Luis Jakobi im Sommer 2012 in die Jugendabteilung des 1. FSV Mainz 05. Für den Verein bestritt er 16 Spiele in der B-Junioren-Bundesliga und 35 Spiele in der A-Junioren-Bundesliga, bei dem ihm insgesamt fünf Tore gelangen. Im Sommer 2020 wechselte Jakobi in die Regionalliga Bayern zur 2. Mannschaft der SpVgg Greuther Fürth. In diesem Verein kam er bis zum Saisonabbruch in Folge der COVID-19-Pandemie auf insgesamt vier Spiele.
Im Sommer 2021 wechselte Luis Jakobi in die 3. Liga zu Türkgücü München. Dort kam er auch zu seinem ersten Einsatz im Profibereich, als er am 5. Februar 2022, dem 25. Spieltag, beim 1:1-Auswärts-Unentschieden gegen den VfL Osnabrück in der 73. Spielminute für Nico Gorzel eingewechselt wurde. Am Ende der Spielzeit gewann er mit seinem Verein den Bayerischen Toto-Pokal. Türkgücü München musste jedoch Ende Januar 2022 Insolvenz anmelden und den Spielbetrieb rund zwei Monate später nach dem 31. Spieltag einstellen. Jakobi kam bis dahin in neun Drittligaspielen sowie bei fünf Pokalbegegnungen zum Einsatz.
Anschließend war er bis zum 6. Oktober 2022 vereinslos, ehe der Mittelfeldspieler vom ungarischen Erstligisten Újpest Budapest unter Vertrag genommen wurde. Hier absolvierte Luis Jakobi in den folgenden acht Monaten insgesamt 19 Pflichtspiele für den Hauptstadtklub und war ab August 2023 erneut ohne Verein. Ab dem 13. September 2024 stand Luis Jakobi beim serbischen Verein FK Sloboda Užice unter Vertrag. Für den Zweitligisten absolvierte er bis zum Saisonende 15 Partien und schoss beim 1:0-Heimsieg gegen GFK Sloven Ruma das entscheidende Tor. Anschließend wechselte er zur Saison 2025/26 weiter zum amtierenden Meister FC Differdingen 03 nach Luxemburg.

## Erfolge
- Bayerischer Toto-Pokalsieger: 2021